# 克拉韦贾
克拉韦贾（義大利語：Craveggia），是意大利韦尔巴诺-库西亚-奥索拉省的一个市镇。总面积36平方公里，人口765人，人口密度21.3人/平方公里（2009年）。ISTAT代码为103024。